# Campionato oceaniano maschile di pallacanestro 2015
Il 23º campionato oceaniano maschile di pallacanestro FIBA (noto anche come FIBA Oceania Championship 2015) si è svolto dal 15 al 18 agosto 2015 in Australia e Nuova Zelanda.
I campionati oceaniani maschili di pallacanestro sono una manifestazione biennale tra le squadre nazionali del continente, organizzata dalla FIBA Oceania. Storicamente questo torneo è disputato dalle sole nazionali dell'Australia e della Nuova Zelanda.
Vincitrice finale è stata l'Australia che si è aggiudicata tutti gli incontri ed il diritto di partecipare alle Olimpiadi di Rio de Janeiro 2016. La Nuova Zelanda invece ha ottenuto il diritto di partecipare al torneo di qualificazione olimpico.

## Squadre partecipanti
- Australia
- Nuova Zelanda

## Gare
| Arbitri: | Stephen Seibel Michael Aylen Timothy Brown |

|                      |          |                |
| Andersen, Mills 17   | Punti    | 22 Webster     |
| Dellavedova, Mills 4 | Assist   | 3 Fotu, Vukona |
| Broekhoff 7          | Rimbalzi | 10 Fotu        |

| Arbitri: | Stephen Seibel Michael Aylen Timothy Brown |

|                     |          |                |
| Webster 16          | Punti    | 14 Dellavedova |
| quattro giocatori 3 | Assist   | 5 Dellavedova  |
| Fotu, Vukona 8      | Rimbalzi | 10 Bogut       |

## Campione
Australia
(19º titolo)

## Formazioni
Australia4 Goulding, 5 Mills, 6 Bogut, 7 Gibson, 8 Newley, 9 Dellavedova, 10 Bairstow, 13 Andersen, 14 Motum, 15 Jawai, 16 Gliddon, 45 Broekhoff,        All. Andrej Lemanis
 Nuova Zelanda0 Ili, 1 Te Rangi, 4 Tait, 5 Bartlett, 6 Kenny, 7 Vukona, 9 Webster, 10 Abercrombie, 11 Wynyard, 12 Fotu, 13 Prewster, 14 Loe,        All. Paul Henare